# Diocese de Baie-Comeau
A Diocese de Baie-Comeau (Dioecesis Sinus Comoënsis) é uma diocese localizada na cidade de Baie-Comeau, na província de Quebec, pertencente a Arquidiocese de Rimouski no Canadá. Foi fundada em 1882 pelo Papa Leão XIII. Inicialmente foi fundada com o nome de Prefeitura Apostólica de Golfe St-Laurent, sendo designada com o nome atual somente em 1986. Com uma população católica de 98.000 habitantes, sendo 91,9% da população total, possui 55 paróquias com dados de 2018.

## História
Em 29 de maio de 1882 o Papa Leão XIII cria a Prefeitura Apostólica de Golfe St-Laurent a partir do território da então Diocese de Rimouski. Em 1905 a prefeitura apostólica é elevado a vicariato com o nome de Vicariato Apostólico de Golfe St-Laurent. Em 13 de julho de 1945 o vicariato perde território para a formação do então Vicariato Apostólico de Labrador. Em 24 de novembro de 1945 o vicariato é elevado a diocese, com o nome de Diocese de Golfe St-Laurent.  Em 1960 tem seu nome alterado para Diocese de Hauterive. Em 1986 tem novamente seu nome alteado, dessa vez para a tual Diocese de Baie-Comeau. Em 2007 a Diocese de Labrador City-Schefferville é extinta, sendo parte do seu território transferido para a Diocese de Baie-Comeau. 

## Lista de bispos
A seguir uma lista de bispos desde a criação da prefeitura apostólica em 1882, em 1905 é elevado a vicariato, e em 1945 a diocese. 
|                                             | Nome                               | Período               | Notas                                               |
| Bispos de Baie-Comeau                       | Bispos de Baie-Comeau              | Bispos de Baie-Comeau | Bispos de Baie-Comeau                               |
| ------------------------------------------- | ---------------------------------- | --------------------- | --------------------------------------------------- |
| 5º                                          | Pierre Charland, O.F.M.            | 2025 -                |                                                     |
| 4º                                          | Jean-Pierre Blais                  | 2008 - 2025           | Bispo emérito                                       |
| 3º                                          | Joseph Paul Pierre Morissette      | 1990 - 2008           | Nomeado bispo de Saint-Jérôme                       |
| 2º                                          | Maurice Couture                    | 1988 - 1990           | Nomeado arcebispo de Quebec                         |
| 1º                                          | Roger Ébacher                      | 1986 - 1988           | Nomeado bispo de Gatineau                           |
| Bispos de Hauterive                         |                                    |                       |                                                     |
| 3º                                          | Roger Ébacher                      | 1979 - 1986           | Nomeado bispo dessa diocese                         |
| 2º                                          | Jean-Guy Couture                   | 1975 - 1979           | Nomeado bispo de Chicoutimi                         |
| 1º                                          | Gérard Couturier                   | 1960 – 1974           |                                                     |
| Bispos de Golfe Saint-Laurent               |                                    |                       |                                                     |
| 2º                                          | Gérard Couturier                   | 1956 - 1960           | Nomeado bispo de Hauterive                          |
| 1º                                          | Napoléon-Alexandre Labrie, C.I.M.  | 1945 - 1956           |                                                     |
| Vigários Apostólicos de Golfe Saint-Laurent |                                    |                       |                                                     |
| 4º                                          | Napoléon-Alexandre Labrie, C.I.M.  | 1938 - 1945           | Nomeado bispos de Golfe Saint-Laurent               |
| 3º                                          | Julien-Marie Leventoux, C.I.M.     | 1922 - 1938           |                                                     |
| 2º                                          | Patrice Alexandre Chiasson, C.I.M. | 1917 - 1920           | Nomeado bispo de Chatham                            |
| 1º                                          | Gustave Maria Blanche, C.I.M.      | 1905 – 1916           | Faleceu no cargo                                    |
| Prefeitos Apostólicos do Golfe Saint-Lauren |                                    |                       |                                                     |
| 3º                                          | Gustave Maria Blanche, C.I.M.      | 1903 – 1905           | Nomeado Vigários Apostólicos de Golfe Saint-Laurent |
| 2º                                          | Michel-Thomas Labrecque            | 1892 – 1903           |                                                     |
| 1º                                          | François-Xavier Bossé              | 1882 – 1892           |                                                     |